# Almir de Souza Fraga
Almir de Souza Fraga (Porto Alegre, 26 de março de 1969) é um ex-futebolista brasileiro que atuava como atacante.
Fez parte da Seleção Brasileira de Futebol na Copa América de 1993.
Atuou em 18 clubes durante quase 10 anos como profissional.

## Carreira

### Do Grêmio ao Santos
Começou sua carreira nas escolinhas do Internacional aos 12 anos e quatro anos mais tarde se transferiu para o rival Grêmio. Em 1985, estreou pelos profissionais do clube, mas se firmou em 1987, alçado pelo técnico Luiz Felipe Scolari.
Depois de apontar na equipe gaúcha, Almir se transferiu para o Santos por empréstimo em 1990 e no ano seguinte, devido as boas atuações, o Santos comprou o passe do atleta. Estreou em 2 de setembro de 1990, no empate sem gols contra o Palmeiras no Estádio Parque Antártica. No mesmo ano, no dia 12 de dezembro, fez sua estreia pela Seleção Brasileira, onde, vestindo a camisa 16, entrou no decorrer da partida, um empate sem gols contra o México, nos Estados Unidos.
Em 1993, participou da Copa América e disputou uma partida na competição – diante da Argentina, pelas quartas de final.
Fez 177 jogos e marcou 29 gols pelo clube.

### Japão
Na temporada de 1994, foi vendido para o Bellmare do Japão, onde permaneceu por dois anos. Lá, fez dupla de ataque com Paulinho McLaren.

### São Paulo
Durante o ano de 1995 foi contratado pelo São Paulo, permanecendo no clube até o final do ano de 1996. Em 1995, foi um dos artilheiros do clube no Campeonato Brasileiro, com 6 gols.
Nesse período o jogador conquistou a Copa Master da Conmebol. Foi um dos destaques do time e foi o artilheiro da competição com 4 gols - marcando dois gols na semifinal, vencida pelo São Paulo por 7–3 contra o Botafogo; e na final contra o Atlético Mineiro o jogador fez mais dois gols na vitória por 3–0. Ao todo, jogou 46 partidas pelo Tricolor Paulista e marcou 18 gols.

### Demais clubes
Em 1997, chegou ao Atlético-MG por indicação do técnico Emerson Leão. Pelo clube, foi campeão da Copa Conmebol daquele ano.
Em maio de 1998, se transferiu para o Palmeiras onde reencontrou com Felipão e conquistou dois títulos, a Copa do Brasil e Copa Mercosul.
No ano seguinte, se transferiu para o Internacional, onde amargou a reserva por quase todo ano de 99, até assumir a titularidade depois de um rodízio de atacantes ao longo do ano.
Em 2000, atuou pelo Sport Recife, onde foi campeão da Copa do Nordeste e Campeonato Pernambucano.
Após, teve passagens por vários clubes grandes do Brasil.
Encerrou a carreira em 2001, pelo time gaúcho do Ulbra, mas a saudade o fez voltar para pequenos períodos no União de Mogi (2008) e no Porto Alegre.

### Fora dos campos
Em 2007, iniciou carreira como empresário de atletas.
Em 2011, foi auxiliar-técnico de Edmilson de Jesus no América-SP.
Em julho de 2020, se tornou coordenador técnico e técnico interino do Esporte Clube Novo Horizonte.

## Seleção Brasileira
| Jogo | Data       | Local                  | Adversário   | Placar | Resultado               | Competição        | Status       | Clube  |
| ---- | ---------- | ---------------------- | ------------ | ------ | ----------------------- | ----------------- | ------------ | ------ |
| 1    | 12-12-1990 | Estádio Coliseum       | México       | 0–0    | Empate                  | Amistoso          | 16 - Reserva | Santos |
| 2    | 28-05-1991 | Estádio João Havelange | Bulgária     | 3–0    | Vitória                 | Amistoso          | 7 - Titular  | Santos |
| 3    | 23-09-1992 | Estádio Rubens Felipe  | Costa Rica   | 4–2    | Vitória                 | Amistoso          | 18 - Reserva | Santos |
| 4    | 10-06-1993 | Estádio RFK            | Alemanha     | 3–3    | Empate                  | 1993 U.S. Cup     | 16 - Reserva | Santos |
| 5    | 13-06-1993 | Estádio RFK            | Grã-Bretanha | 1–1    | Empate                  | 1993 U.S. Cup     | 16 - Reserva | Santos |
| 6    | 27-06-1993 | Estádio Monumental     | Argentina    | 1–1    | Derrota (Pênaltis: 6x5) | 1993 Copa América | 20 - Reserva | Santos |

## Títulos[11]
Grêmio
- Campeonato Gaúcho: 1987, 1988, 1989 e 1990

- Copa do Brasil: 1989

- Supercopa do Brasil: 1990

São Paulo
- Supercopa da Conmebol: 1996

Atlético-MG
- Copa Conmebol: 1997

Palmeiras
- Copa Mercosul: 1998
- Copa do Brasil: 1998

Sport Recife
- Copa do Nordeste: 2000

- Campeonato Pernambucano: 2000

## Artilharia
- Copa Master da Conmebol (1996): 4 gols